# Erhvervs- og Byggestyrelsen
Erhvervs- og Byggestyrelse var en styrelse under Økonomi- og Erhvervsministeriet, som arbejdede med erhvervs- og byggepolitik, herunder iværksætteri, brugerdreven innovation og oplevelsesøkonomi. Deres opgave var, at udvikle konkurrencedygtige markedsbaserede vækstvilkår for virksomhederne, i samarbejde med erhvervslivet, organisationerne og andre offentlige aktører.
Erhvervs- og Byggestyrelsen ændrede navn fra Erhvervs- og Boligstyrelsen i forbindelse med ministerrokaden i august 2004. Her blev opgaver vedrørende byfornyelse og det støttede byggeri flyttet til Socialministeriet.
Den 1. januar 2012 blev Erhvervs- og Byggestyrelsen en del af Erhvervsstyrelsen.
Opgaven med at administrere Bygningsreglementet varetages i dag af Energistyrelsen.

## Ekstern henvisning
- – Erhvervsstyrelsen Arkiveret 17. november 2020 hos  Wayback Machine

|  | Denne artikel kan blive bedre, hvis der indsættes geografiske koordinater Denne artikel omhandler et emne, som har en geografisk lokation. Du kan hjælpe ved at indsætte koordinater i wikidata. |